# Cours élémentaire 1re année
« CE1 » redirige ici. Pour les autres significations, voir CE1 (homonymie).
 (mai 2021).
Le cours élémentaire 1re année, également abrégé en CE1, est, en France, la deuxième classe de l'école élémentaire, après le cours préparatoire (CP). C'est la deuxième année du cycle 2. 
Il est suivi par le cours élémentaire 2e année (CE2).

## Programmes

### Horaires et matières
Les élèves du CE1 bénéficient d'un enseignement multiple et complet de 26 heures hebdomadaires.
| Domaines                                      | Horaire minimum | Horaire maximum |
| --------------------------------------------- | --------------- | --------------- |
| Maîtrise du langage et de la langue française | 9 heures        | 10 heures       |
| Vivre ensemble                                | 30 minutes      | 30 minutes      |
| Mathématiques                                 | 5 heures        | 5 h 30          |
| Géographie                                    | 3 heures        | 3 h 30          |
| Langue étrangère ou régionale                 | 1 heure         | 1 heure         |
| Éducation artistique                          | 3 heures        | 3 heures        |
| Éducation physique et sportive                | 3 heures        | 3 heures        |

Les activités de lecture et d'écriture sont quotidiennes et durent 2 heures 30 minimum.

### Domaines
1. Français :
  - Expression orale correcte, articulation, début de construction syntaxique ;
  - Lecture à haute voix et en silence, enrichissement du vocabulaire ;
  - Récitation de textes ;
  - Analyse de la construction grammaticale générale avec la notion de pluriel, place des mots ;
  - Orthographe.
2. Mathématiques :
  - Énumération des nombres jusqu'à 1 000 ;
  - Maitrise de l'opération d'addition et approche des opérations de soustraction et de multiplication ;
  - Reconnaître et construire des figures géométriques simples (tracés et pliages)… ;
  - Connaissances des systèmes métriques comme longueur, poids, temps et monnaie.
3. Découverte du monde :
  - Lecture d'une carte ;
  - Observation du cadre naturel ;
  - Bases d'histoire et de géographie ;
  - Initiation à l'approche scientifique (Comment ça marche ?) ;
  - Notions fondamentales de biologie.
4. Éducation civique :
  - La vie en communauté avec les notions de respect de soi et d'autrui ;
  - La démocratie de la France.
5. Langues étrangères :
  - Sensibilisation à une langue étrangère, généralement l'anglais.
6. Éducation artistique et sportive :
  - Expression corporelle ;
  - Arts plastiques ;
  - Sports.